# Epanomí
Epanomí, en grec moderne : Επανομή ou anciennement Επανωμή, est une ville et un ancien dème du district régional de Thessalonique, en Macédoine-Centrale, Grèce.
Depuis 2010, le dème est fusionné au sein de celui de Thermaïkós. La localité est située en banlieue, sud-est, de Thessalonique, à 30 km du centre-ville.
La localité a une superficie de 915,41 ha. Son littoral s'étend sur 40 km, tandis que son cap constitue la limite géographique du golfe Thermaïque. 
Selon le recensement de 2011, la population du dème compte 10 810 habitants tandis que celle de la ville s'élève à 8 979 habitants.